# Malajisk pälsfladdrare
Malajisk pälsfladdrare (Cynocephalus variegatus, synonym Galeopterus variegatus) är ett däggdjur i ordningen pälsfladdrare. Den är en av två arter pälsfladdrare som båda förekommer i Sydostasien. Den andra arten i ordningen är filippinsk pälsfladdrare (Cynocephalus volans). Systematiskt placeras de antingen i samma släkte, Cynocephalus, eller så förs malajisk pälsfladdrare till ett eget släkte, Galeopterus, efter Thomas (1908).

## Utseende
Arten når en kroppslängd (huvud och bål) av 33 till 42 cm, en svanslängd av 17,5 till 27 cm och en vikt av 0,9 till 2,0 kg. Pälsen på ovansidan har en grundfärg som kan vara svart, grå, vit eller rödaktig. På denna grundfärg förekommer många grönaktiga fläckar som påminner om ett skikt lav, vad som utgör ett kamouflage. Liksom den andra arten i samma familj har malajisk pälsfladdrare en glidmembran som är täckt av päls. Stora individer når en vingspann av cirka 70 cm. Dessutom finns mellan fingrarna och tårna hud som liknar simhud. Alla fingrar och tår är utrustade med böjda klor. Malajisk pälsfladdrare har även en svansflyghud.
De nedre framtänderna liknar i formen en kam och används även för pälsvården (förutom för att äta). Det finns inga tänder på överkäkens framkant och de övre framtänderna ligger på käkens sidor.

## Utbredning
Djuret har flera från varandra skilda populationer i Vietnam, Laos, Kambodja, på Malackahalvön, på Borneo, på Sumatra, på västra Java och på olika mindre öar i regionen. Arten lever i låglandet och i bergstrakter upp till 1000 meter över havet.

## Ekologi
Malajisk pälsfladdrare lever i skogar där den håller till uppe i träden. Den livnär sig på blommor, blad, knoppar, nektar, trädens vätskor och frukter och förflyttar sig från träd till träd genom att glidflyga. Den är nattaktiv och tillbringar dagen gömd, exempelvis i håligheter i träd.  Djuret besöker mangrove och fruktträdodlingar.
Arten är allmänt nattaktiv men ibland söker den på morgonen eller under eftermiddagen efter föda. Den vilar i trädens håligheter eller i trädtoppar 35 till 50 meter över marken. Malajisk pälsfladdrare rullar ihop sig i trädhålor eller den håller sig fast med fyra fötter på grenar medan kroppen hänger ner.
Glidflyget kan sträcka sig över 100 meter till ett annat träd och en plats som ligger bara lite lägre. När honan inte är brunstig lever varje exemplar ensam eller individerna bildar små flockar. Flockens sammansättning är inte fast. Malajisk pälsfladdrare har överlappande revir som enligt uppskattningar är två hektar stora. Individerna kan försvara revirets kärnområde mot artfränder.
Honan är dräktig i ungefär 60 dagar och vanligen föds endast en unge per dräktighet. Honan tar ungen med sig när hon förflyttar sig, genom att ungen håller sig fast i hennes päls. Ungen diar sin mor cirka 6 månader och den blir könsmogen efter ungefär 3 år. Ofta blir honan kort efter ungens födelse åter brunstig. Fortplantningen är inte bunden till någon årstid. Ungen saknar vid födelsen päls.
Djurets naturliga fiender är bland annat variabel hökörn (Nisaetus cirrhatus), hjälmörnar (Spilornis), nätpyton (Malayopython reticulatus), krabbmakak (Macaca fascicularis), och trädleopard (Neofelis nebulosa) och tiger.

## Status
Av IUCN kategoriseras malajisk pälsfladdrare som livskraftig. Populationstrenden anges dock som minskande, främst på grund av habitatförlust genom nedhuggning av de skogar där den lever. På västra Java förekommer det även jakt på djuret. Djuret jagas för sitt kött, men konsumtionsvärdet är förhållandevis litet och jakten bedrivs mest traditionellt och har inte någon bredare omfattning. Ökad konkurrens om livsutrymmet med ekorren Callosciurus notatus kan också vara en möjlig orsak till nedgången. Minskningen har trots allt inte skett i en sådan snabb takt att arten anses hotad.